# Ine Marie Eriksen Søreide
Ine Marie Eriksen Søreide (nacida en Lørenskog, 2 de mayo de 1976) es una abogada y política noruega.

## Biografía
Nacida en Lørenskog, Eriksen Søreide estudió leyes desde 1995 en la Universidad de Tromsø. Mientras fue estudiante universitaria se unió al Partido Conservador de Noruega y participó en la política local. En el 2000 se convirtió en miembro del Comité Central Ejecutivo del Høyre y presidenta de la Juventud Conservadora Noruega.
Eriksen Søreide comenzó trabajando como productora para Metropol TV. Tras el cierre de Metropol TV, Eriksen se unió al bufete de abogados Grette. 
Entre del 2001 al 2009, participó del comité: Miembro de la Comisión Permanente de Educación, Investigación y Asuntos Eclesiásticos.
En 2005, fue elegida como diputada en el Storting por Oslo. Desde 2013 hasta 2017 fue Ministra de Defensa de Noruega, y desde 2017 hasta 2021 fue Ministra de Asuntos Exteriores en el gobierno de Erna Solberg. 